# (5621) Эрб
(5621) Эрб (лат. Erb) — астероид, относящийся к группе астероидов пересекающих орбиту Марса. Он был открыт 23 сентября 1990 года американским астрономом Кеннет Лоуренс в обсерватории Хайдельберг и назван в честь канадских исследователей космоса Брайана Эрба (англ. Bryan Erb) и Донны Марии Эрб (англ. Dona Marie Erb).